# 美深町營軌道
美深町營軌道是曾經存在於北海道美深町的簡易軌道。

## 概述
1935年，连接宗谷本線的美深站和仁宇布二十五線殖民軌道仁宇布線通車。最初使用馬作為動力，主要運輸木材。
1942年，北海道拓殖部殖民課將該線路無償轉讓給林務部地方林課，成為仁宇部森林軌道。
從1944年起引进蒸汽机车和汽油机车，戰後則進行了動力柴油化，且移交给北海道林務部道有林課美深林務署，稱为美深森林铁道。
1956年，木材改用公路卡车而不再用軌道運輸，拆除了除美深站至仁宇布站區間以外的所有支线。 1957年該路線改為町營，美深町營軌道開始營運。但由於日本国铁開始興建平行的美幸線，路线间出现相互競爭关系，本路于1963年廢止（1962年10月實質停駛）。
美深町營軌道時代僅於每年五月下旬至十月下旬營運，冬季停駛。依照1962年的時刻表，每日開行兩個往返，下行列車美深6:30出发，8:15抵達仁宇布；美深15:00出发，16:45抵達仁宇布。上行列車於仁宇布8:30出发，10:10抵達美深；17:00仁宇布出发，18:40抵達美深。 
美深町營軌道废止后，由名士巴士於每年4月至10月之間提供每天兩班往返公車服務 ，但冬季停駛。巴士路線于1963年和1964年營運兩年，直到美幸線通車。 

## 路线数据
废止時
- 路线距离：美深至仁宇布，21.516公里
- 轨距：762mm
- 動力來源：馬、蒸氣機車、汽油機車、柴油機車

## 历史
- 1935年（昭和10年）6月19日 殖民鐵道實行組合（運行組合）開通了美深站至仁宇布站之間的鐵路（21.396公里）
- 1942年（昭和17年）3月13日 改為仁宇布森林軌道
- 1944年（昭和19年） 仁宇布站～三十線站區間（3.660公里）開始營運
- 1949年（昭和24年）新建幌內越線（4.007公里）
- 1950年（昭和25年）新建29線支線（1.365公里）
- 1951年（昭和26年）延長29線支線 (2.015公里)，新建27線支線 (2.1公里)。
- 1952年（昭和27年）延伸仁宇布森林铁道（本线）（0.519公里）
- 1956年（昭和31年）9月 仁宇布森林軌道廢止，拆除支线
- 1957年（昭和32年）4月1日 改为美深町營軌道仁宇布线
- 1963年（昭和38年）3月4日 公告廢止 （實際上已於前一年冬季停止營運）

## 车站列表
- 美深站
- 七鄉站
- 邊溪站
- 綠泉站
- 清濑站
- 仁宇布站
- 三十線站

## 脚注和参考文献
1. ↑  . 名寄新聞. 1962-05-28.
2. ↑  . 名寄新聞. 1963-06-01.
3. ↑  . 名寄新聞. 1964-08-24.

- 今尾恵介（監修）.  1 北海道. 新潮社. 2008. ISBN 978-4-10-790019-7.
- 今井理・森川幸一『簡易軌道写真帖』モデルワーゲン、1997年、52頁
- 『美深町史』美深町、1971年11月、452-455頁。